# Slim till Dead
Pour plus de détails, voir Fiche technique et Distribution.
Slim till Dead (瘦身, Shou shen) est un film hongkongais réalisé par Marco Mak, sorti le 3 mars 2005.

## Synopsis
La star de cinéma Ivy disparaît juste avant le « Concours de la Reine de l'amaigrissement » et est découverte morte peu de temps après. Le policier expérimenté Wong s'occupe de ce cas mystérieux. Deux autres stars de cinéma qui ont assisté à la compétition sont également tuées, au moment où elles pèsent exactement 32 kilos. Avec l'aide de sa femme, qui avait été autrefois elle aussi une brillante détective de police, et d'une conseillère d'un institut de beauté, Wong commence à éclaircir le secret derrière cette série de meurtres...

## Fiche technique
- Titre : Slim till Dead
- Titre original : 瘦身 (Shou shen)
- Réalisation : Marco Mak
- Scénario : Wong Jing
- Production : Wong Jing
- Musique : Inconnu
- Photographie : Inconnu
- Montage : Inconnu
- Pays d'origine : Hong Kong
- Format : Couleurs - 1,85:1 - Dolby Digital - 35 mm
- Genre : Thriller
- Durée : 92 minutes
- Date de sortie : 3 mars 2005 (Hong Kong)

## Distribution
- Anthony Wong Chau-sang : Wong
- Sheren Teng : Ling
- Cherrie Ying : Cherrie
- Raymond Wong : Bull
- Zuki Lee : Ivy
- Crystal Tin : Sisi
- Angel Wu : Tin Fuk
- Wong Jing : William Hung